# Лав Кападокијски
Свети Лав Кападокијски је био хришћански светитељ и подвижник.
Лав је био подвижник, пореклом из Кападокије, у време цара Тиберија. Његов живот и мучеништво описано је у елу „Духовна ливада“ Јована Моша. Лав се одликовао срдачним гостопримством према свим својим посетиоцима, за које је сматрао да су сви послани од Бога. Имао је обичај да са загонетним осмехом каже: „Сада сам на путу да постанем цар“. Због ове изреке су га често исмевали и чак сматрали лудим, пошто цара из Кападокије никада није било.
Једном су пагански војници напали околину града у чијој је близини живео Лав. Са свим становницима склонио се међу зидине града. Уљези су ухватили само неколико стараца. Лав је напустио тврђаву и отишао у непријатељски логор понудивши се незнабошцима уместо стараца, који им због своје слабости неће бити од користи, док је Лав имао довољно снаге да буде од користи. Пагани су пристали, пустили старце и уместо њих узели Лава. Међутим, када је Лав натоварен врећама и замољен да прати војнике, испоставило се да сам Лав није био способан за такве физичке послове, ослабљен сталним молитвама и бдењима. Пагани, верујући да их је Лав преварио како би избавио своје старије сународнике, разбеснели су се и одрубили му главу.
Тек тада су људи схватили да Лав, када је говорио о царству, није мислио на земаљско, него на Небеско царство, јер је испунио заповест Спаситељеву: „Нема веће љубави од оне кад се положи душа. за браћу“, и зато примио од Њега венац царства небеског.
Свети Јован Лествичник у свом класичном делу Лествица божанског успона, у глави 26.12, помиње Лава као пример онога ко својом љубављу надмашује заповести Јеванђеља. Подвизавао се у оази . Био родом из Кападокије. 
Православна црква прославља светог Лава 28. фебруара.